# Rue Voltaire (Reims)
Pour les articles homonymes, voir Rue Voltaire.
La rue Voltaire est une voie de la commune française de Reims, située au sein du département de la Marne, en région Grand Est.

## Situation et accès
La rue Voltaire appartient administrativement au quartier Centre Ville, elle est en légère descente.

## Origine du nom
Elle porte le nom de l'écrivain français François Marie Arouet, dit Voltaire (1694-1778).

## Historique
C'est l'une des voies due aux destructions de la Première Guerre mondiale. Elle fait partie des rues nouvelles créées par le nouveau plan d'urbanisme issue de la reconstruction, elle est sur le plan Ford.
La rue longe le CCAS de la ville de Reims, le collège Université, l'immeuble des Cordeliers qui accueille la solidarité départementale et le jardin des Cordeliers.

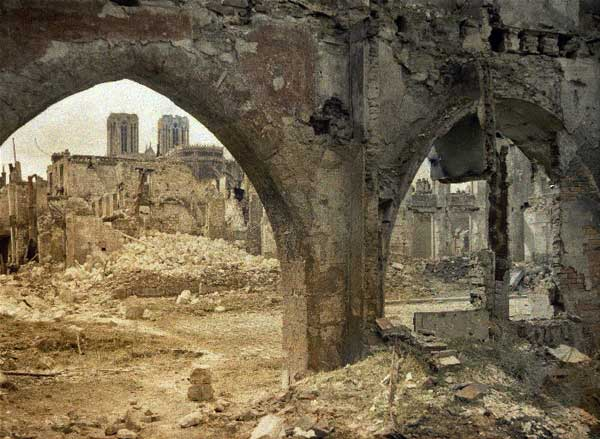
Le couvent des Cordeliers en 1917.
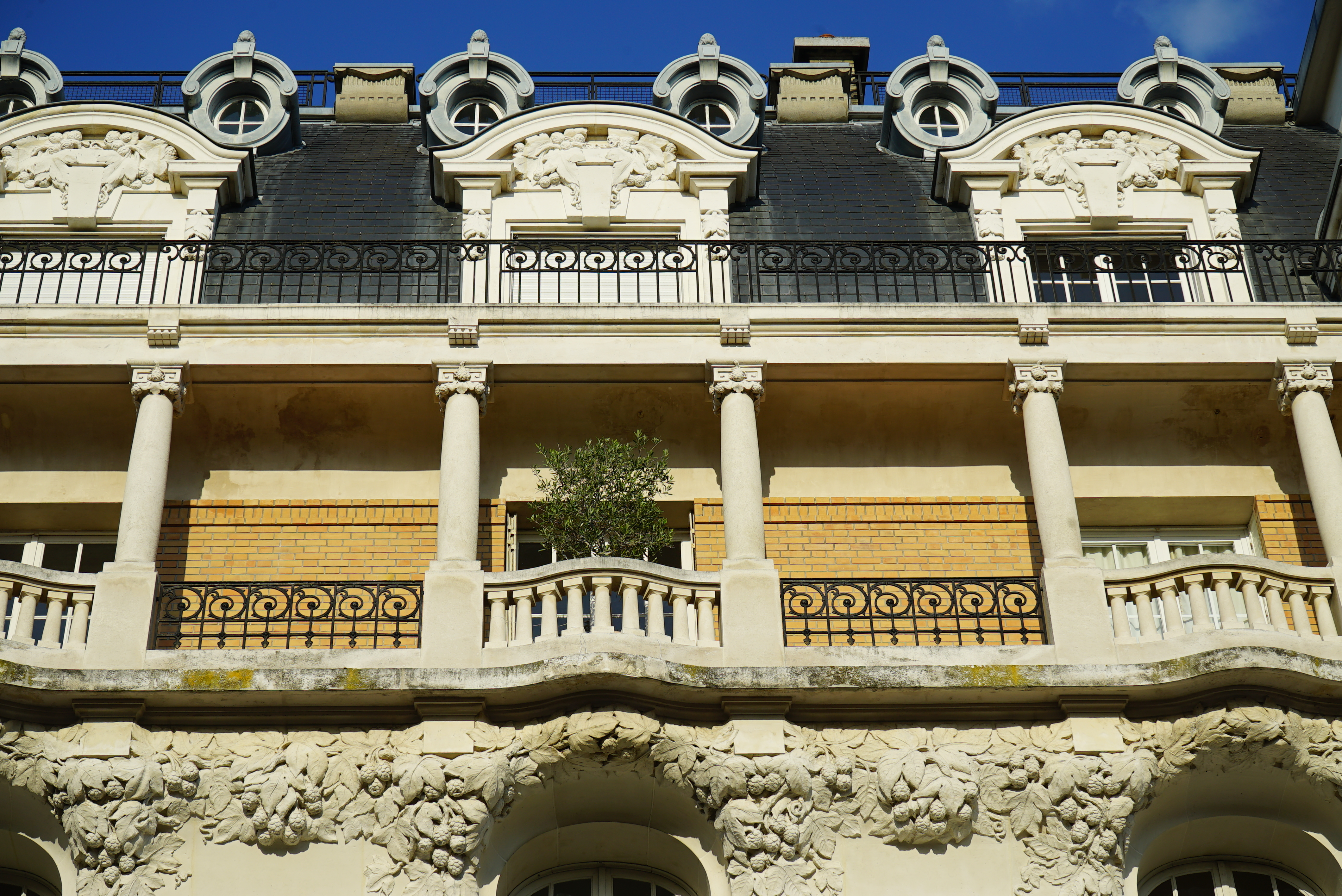
Immeuble art déco.
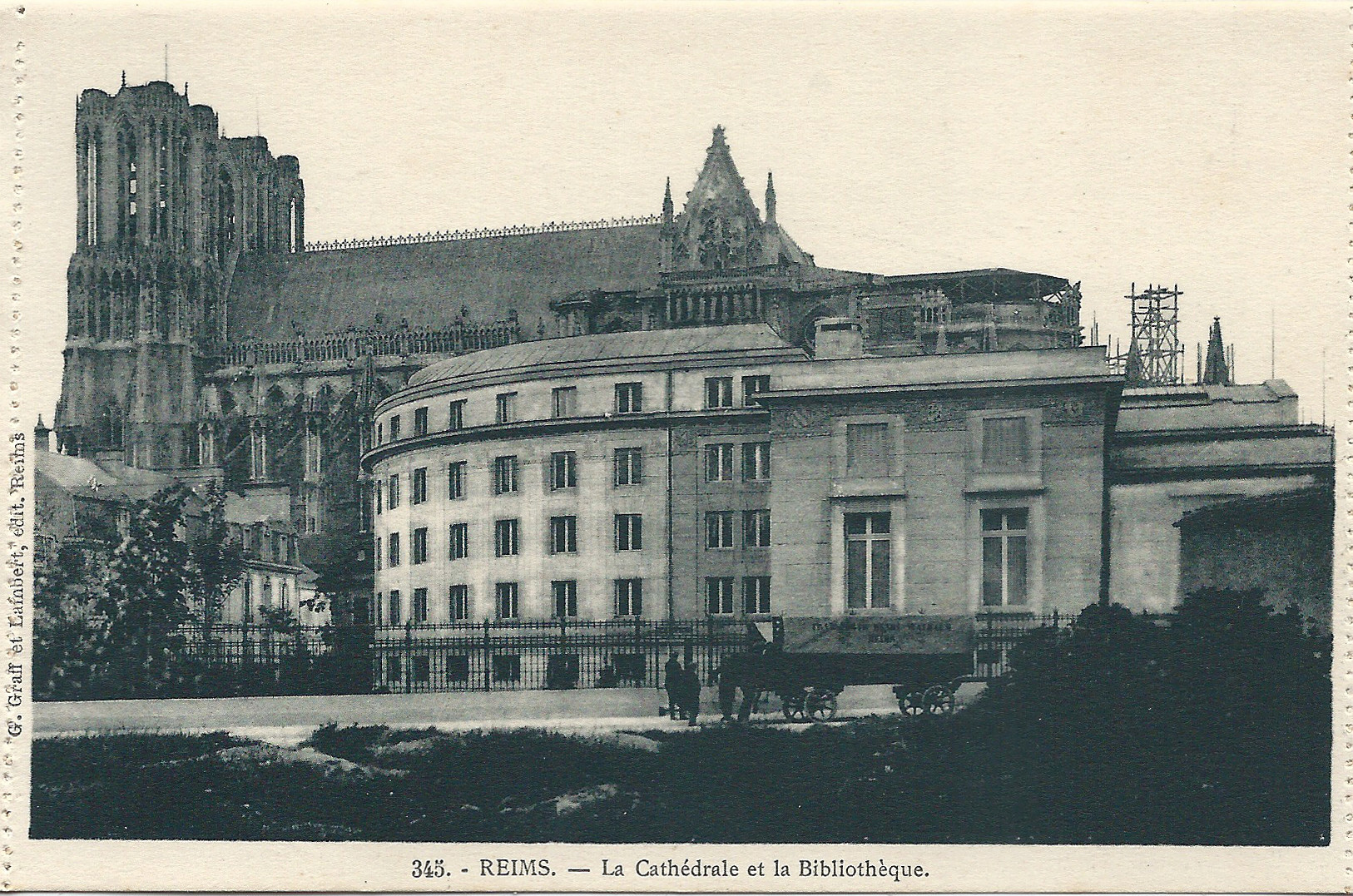
La bibliothèque et la place Carnegie vue depuis la rue.

## Bâtiments remarquables et lieux de mémoire
- Au n°2 : le collège Université (en cours de réhabilitation) ;
- Bibliothèque Carnegie ;
- Au n°12 : une maison de ville signée de Max Sainsaulieu. Elle est reprise comme éléments de patrimoine d’intérêt local[1] ;
- Au n°14 : maison art déco de l'architecte Robert Jactat reprise à l’inventaire général du patrimoine du Grand-Est[2] ;
- Au n°23 : un  immeuble de René Lhomme. Il est reprise comme éléments de patrimoine d’intérêt local[3] ;
- En face du n°23 : Couvent des Cordeliers de Reims[4] ;
- Au n°40 : un  immeuble de Émile Thion et de Michel Rousseau. Il est reprise comme éléments de patrimoine d’intérêt local[5].

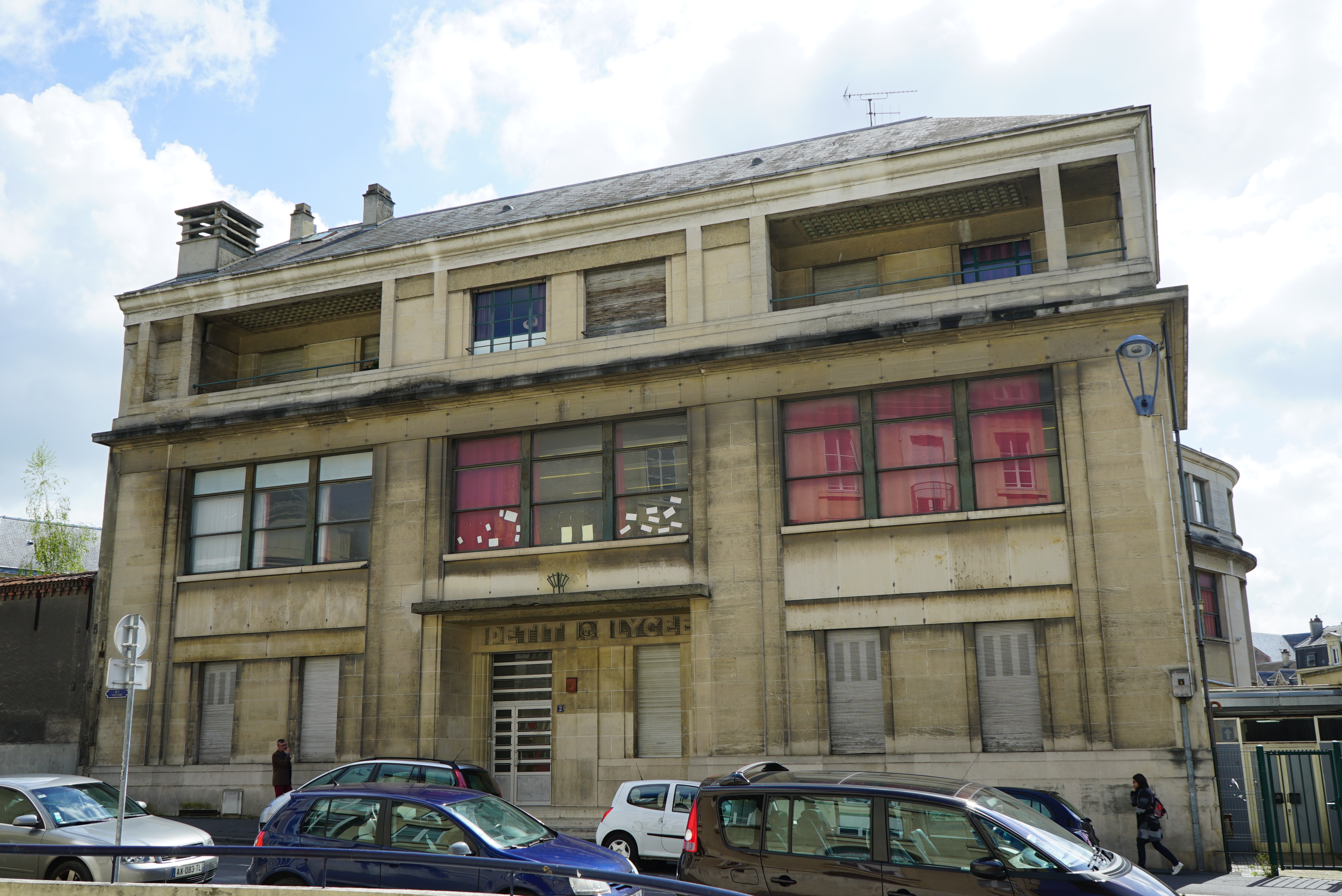
Au n°2 le collège Université.
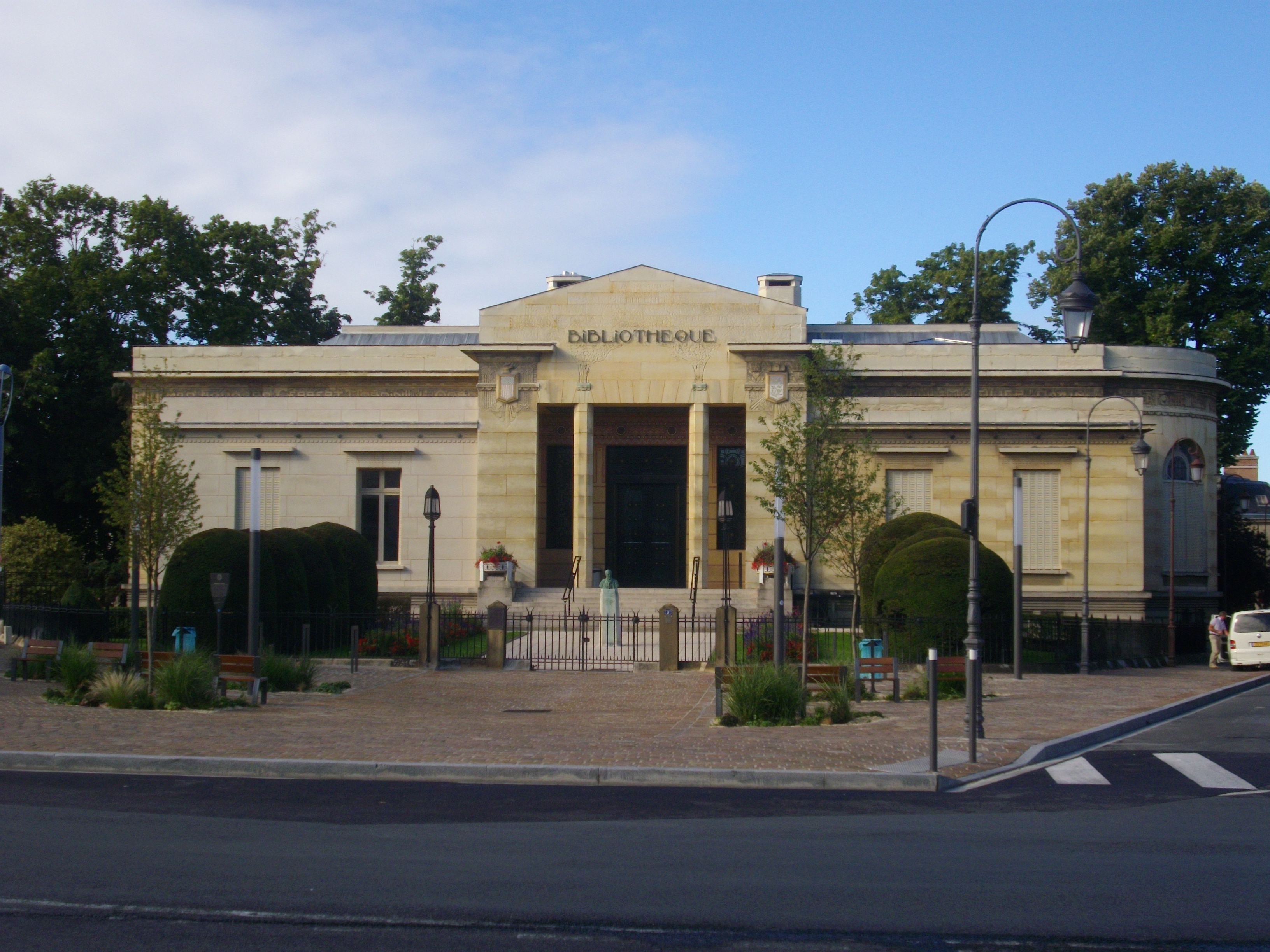
Bibliothèque Carnegie.
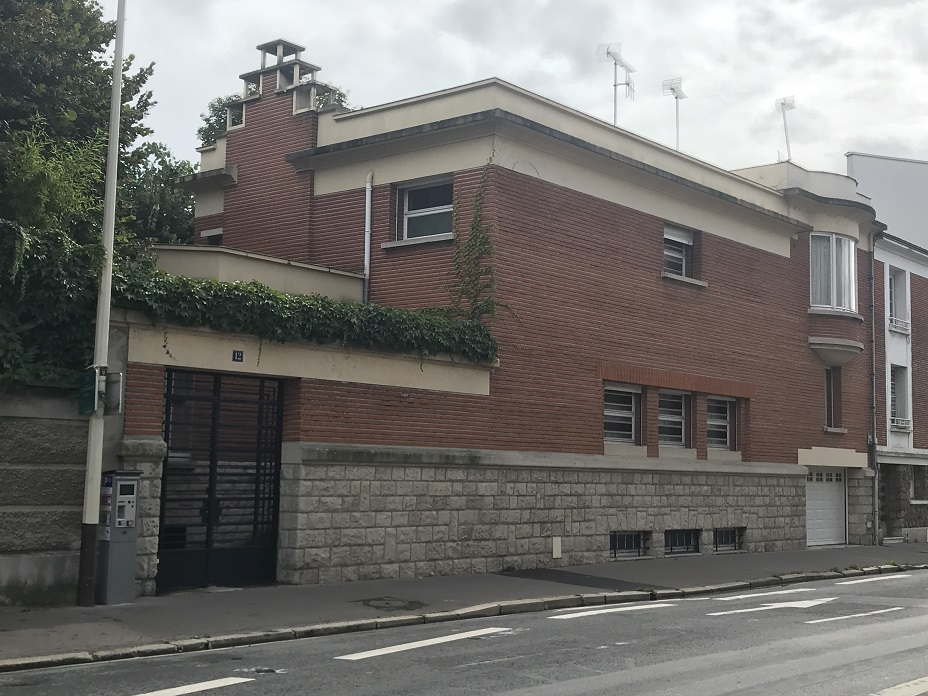
Au n°12 maison de ville.
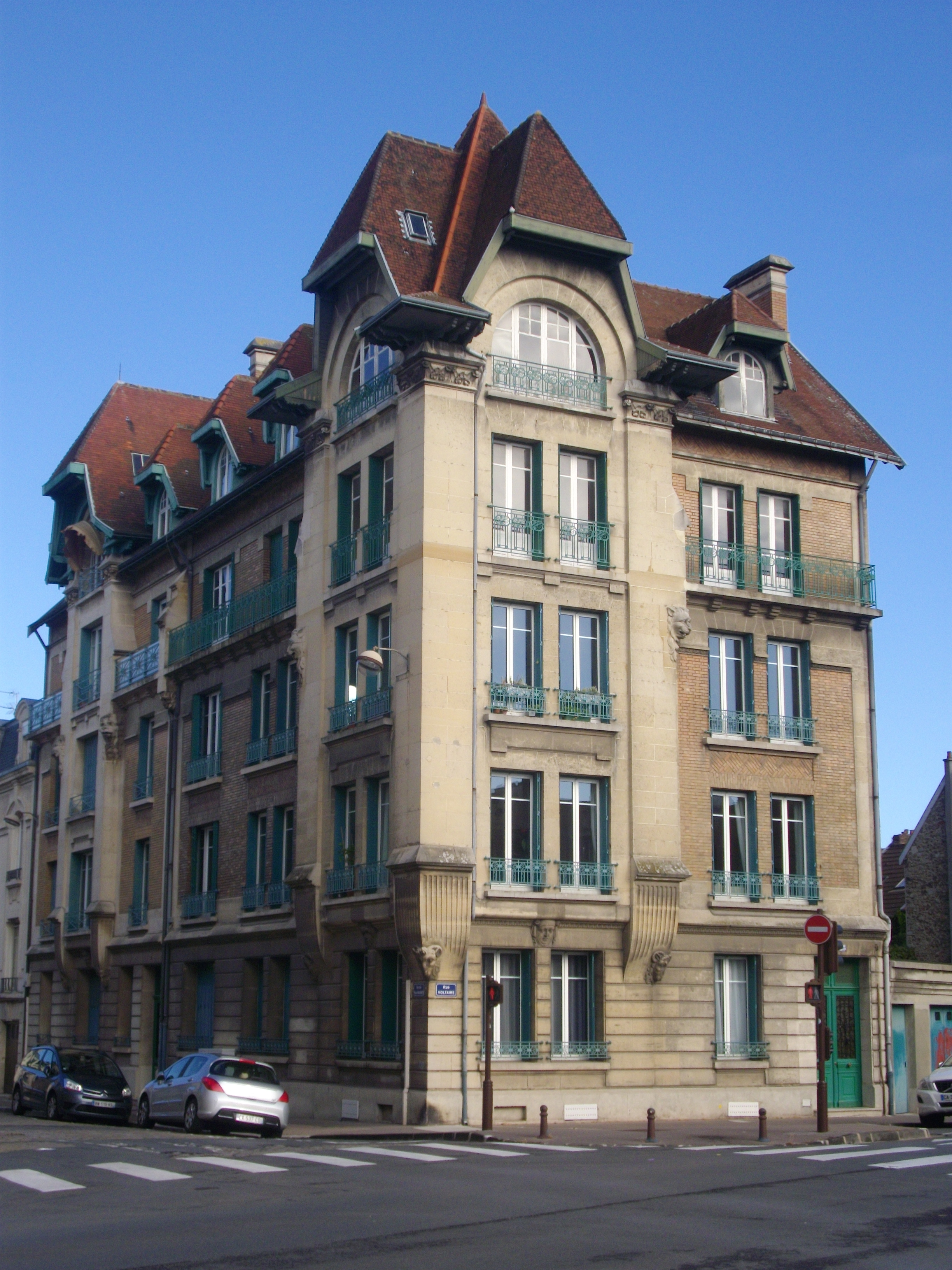
Au n°23 immeuble de René Lhomme.
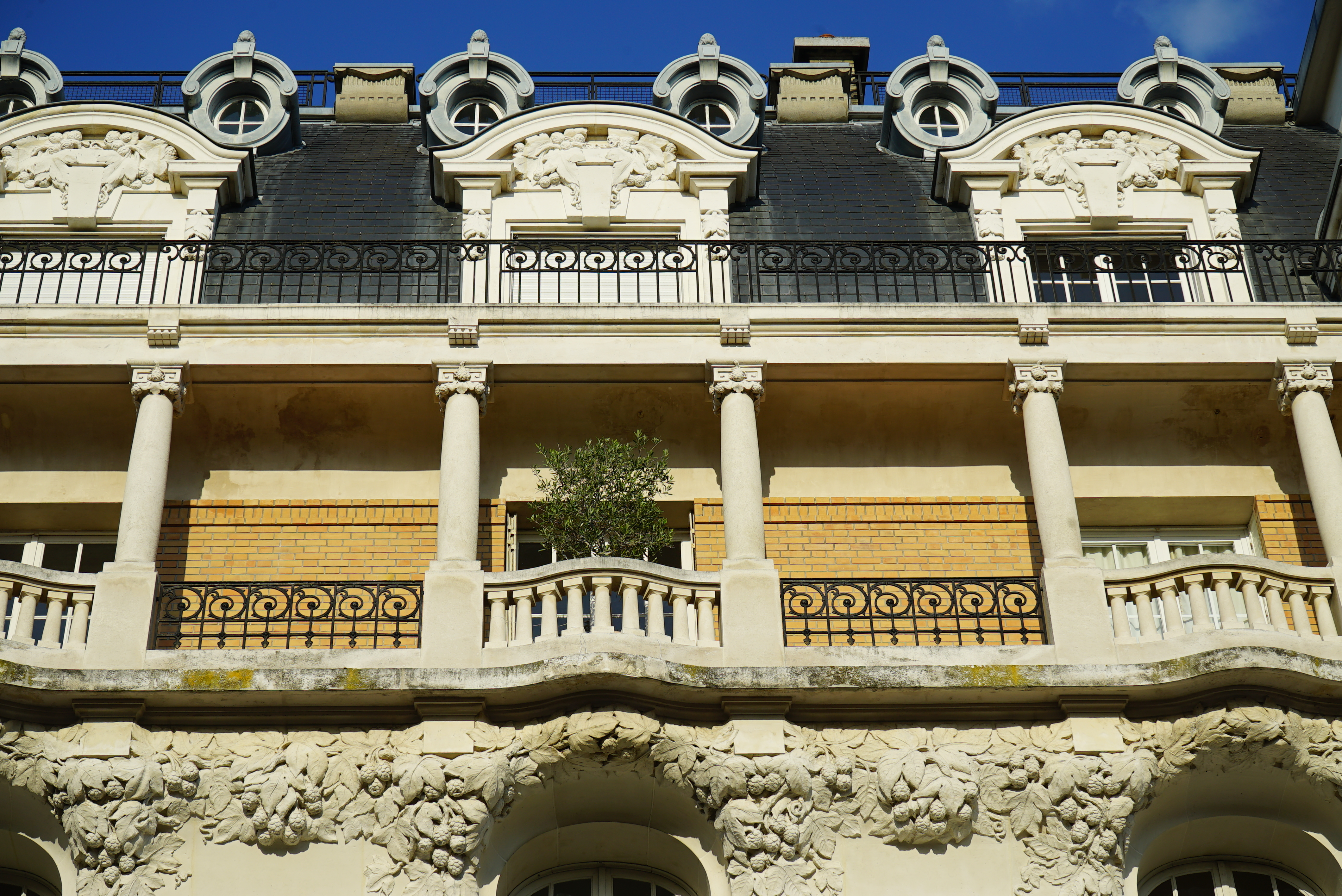
Au n°40 immeuble d'Émile Thion et de Michel Rousseau.